# Fistula Cimino

O fistulă ArterioVenoasă.

Fistula Cimino, de asemenea Fistula Cimino-Brescia, sau fistulă arteriovenoasă creată chirurgical și (mai precis) fistulă arteriovenoasă (adesea abreviat Fistula AV sau AVF), este un tip de acces vascular pentru hemodializă. Este de obicei o legătură creată chirurgical între o arteră și o venă în braț, deși au fost dobândite fistule arteriovenoase care nu demonstrează, de fapt, legătura cu o arteră.

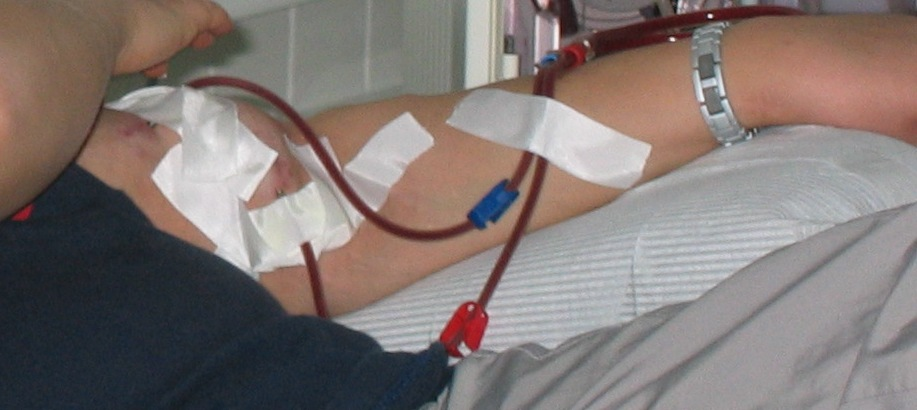
Fistula AV creată chirurgical

## Baza teoretică
Fistulele AV create chirurgical funcționează eficient, deoarece acestea:
- Au ridicat rata debitelor de volum (ca sânge ia calea cu cea mai mică rezistență; preferă fistula (rezistență scăzută) AV peste traversarea (rezistență ridicată) paturi capilare).
- Utilizați vasele de sânge native, care, în comparație cu grefe sintetice,[2] sunt mai puțin susceptibile și nu reușesc să dezvolte stenoze.

## Istorie
Procedura a fost inventată de medicii James Cimino și M. J. Brescia în 1966. Înainte de a fi inventată fistula Cimino, accesul s-a făcut printr-un Șunt Scribner, care a constat dintr-un tub de teflon cu un ac la fiecare capăt. Între tratamente, acele erau lăsate în loc și tubul a permis fluxul de sânge pentru a reduce coagularea. Dar șuntul Scribner dura doar de la câteva zile până la săptămâni. Frustrat de această limitare, James E. Cimino și-a amintit zilele sale ca flebotomist (recoltator de sânge) la Bellevue Hospital în 1950, când veteranii războiului coreean au apărut cu fistule arteriovenoase cauzate de traume. Cimino a văzut că aceste fistule nu au cauzat rău pacienților și au fost locuri ușoare pentru a obține probe de sânge repetate. El l-a convins pe chirurgul Kenneth Appell să creeze unele la pacienții cu insuficiență renală cronică iar rezultatul a fost un succes complet. Șuntutile Scribner au fost înlocuite rapid cu fistule Cimino, și ele au rămas cea mai eficientă și cea mai de lungă durată metodă pentru accesul pe termen lung la sângele pacienților pentru hemodializă astăzi.

## Anatomie
Fistula arteriovenoasă radiocefalică (RC-AVF) este o scurtătură între vena cefalică și artera radială la încheietura mâinii. Este prima alegere recomandată pentru accesul la hemodializă. Cauzele posibile care stau la baza eșecului sunt stenoza și tromboza în special la diabetici și cei cu flux sanguin scăzut, ar fi din cauza vaselor înguste, arterioscleroza și vârsta înaintată. Permeabilitatea raportată a fistulelor după 1 an este de aproximativ 62,5%.